# Quebrada Arenas (Maunabo)
Quebrada Arenas es un barrio ubicado en el municipio de Maunabo en el estado libre asociado de Puerto Rico. En el Censo de 2010 tenía una población de 1667 habitantes y una densidad poblacional de 374,64 personas por km².

## Geografía
Quebrada Arenas se encuentra ubicado en las coordenadas 18°1′32″N 65°53′48″O / 18.02556, -65.89667. Según la Oficina del Censo de los Estados Unidos, Quebrada Arenas tiene una superficie total de 4.45 km², que corresponden a tierra firme.

## Demografía
Según el censo de 2010, había 1667 personas residiendo en Quebrada Arenas. La densidad de población era de 374,64 hab./km². De los 1667 habitantes, Quebrada Arenas estaba compuesto por el 51.05% blancos, el 27.23% eran afroamericanos, el 0.96% eran amerindios, el 0.06% eran asiáticos, el 17.28% eran de otras razas y el 3.42% pertenecían a dos o más razas. Del total de la población el 99.28% eran hispanos o latinos de cualquier raza.